# Iglesia de San Pedro (Olite)
La iglesia de San Pedro de Olite es una iglesia monumental en la plaza del Fosal, situada al sureste de la ciudad de Olite (Navarra, España) y su parroquia más antigua. De su decoración destaca su torre de aguja gótica que, junto al Palacio Real de Olite, perfila el horizonte de la ciudad. El 7 de abril de 1975 fue declarada Bien de Interés Cultural.

## Historia

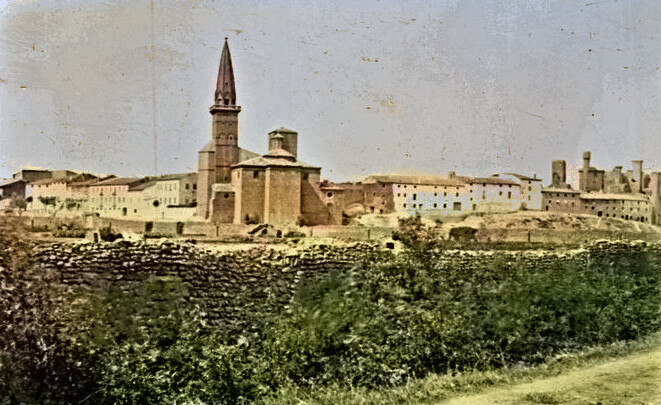
Vista panorámica de Olite con la iglesia de San Pedro en el centro y el palacio aún sin restaurar

En la esquina sureste del antiguo recinto amurallado del llamado “cerco de fuera”, en sustitución de un edificio anterior llamado de San Felices, se edificó la actual iglesia que en 1093 donó Sancho Ramírez al abad de Montearagón. Puesto que esta abadía-fortaleza poseía otras catorce iglesias en el Reino de Pamplona, el vicario de San Pedro ejercía de lugarteniente del monasterio sobre todas, estando entre ellas la iglesia de Santa María, de San Bartolomé y San Miguel dentro del mismo Olite. Alcanzó el rango de iglesia parroquial en el siglo XVI. Tras Montearagón, los derechos pasaron posteriormente al obispo de Barbastro (1571) cuya vinculación se mantendrá hasta el Concordato entre Iglesia-Estado de 1851. Desde entonces pertenece a la diócesis de Pamplona.
Aquí residía el Cabildo de las Parroquiales de Olite y, además del vicario llegó a tener entre 12 y 16 beneficiados o racioneros. En 1882 se desmarca parroquialmente San Pedro y Santa María. Aunque las fiestas patronales Olite se celebran actualmente en septiembre, anteriormente eran en la festividad de San Pedro, patrono de la ciudad.

## Elementos arquitectónicos
De planta rectangular, con tres naves centrales, la central más ancha que las laterales, es de gran parecido con el templo de Santa María la Real de Sangüesa. De las naves laterales, la del norte es más ancha que la meridional.
El coro, de estilo gótico, está levantado a finales del siglo XIV. Posteriormente, en el siglo XVIII, se amplió el edificio destruyendo los tres ábsides sobre los cuales se levantaron dos columnas y una cúpula. 

### Pórtico
De finales del siglo XII, la puerta es de medio punto, abocinada, algo rebajado, con unas arquivoltas conformando seis gruesos baquetones cuyos trasdoses están decorados con cenefas vegetales, motivos vegetales y ajedrezados.
El tímpano y el dintel son añadidos góticos; en el tímpano se representa a San Pedro, San Andrés y Santiago, y el dintel relata escenas de la vida de San Pedro.

### Claustro
El claustro está adosado a la fábrica medieval del edificio por el lado del Evangelio. Debió de construirse a mediados del siglo XIII con un estilo cisterciense. Es de planta cuadrada aunque con disposición irregular, pues tres de sus frentes tienen siete arcos de medio punto y el cuarto, ocho.

### Torre de aguja
A la altura del crucero, en el lado sur, se levanta una gran torre de 54 metros de altura, singular de la arquitectura gótica de Navarra, construida sobre la muralla de Olite. Presenta varios cuerpos y desde la base hasta el terrazo con un balconcillo con un antepecho de cuadrifolios hay 32 m. La aguja que arranca desde aquí, de 22 m. es octogonal, con ventanales rectangulares de arcos en punta y unas ventanillas. En 1885 se le colocó un parrayos sobre la esfera metálica con una cruz y una veleta.